# Leonid Alekseevič Kulik
Leonid Alekseevič Kulik (Tartu, 31 agosto 1883 – Spas-Demensk, 14 aprile 1942) è stato uno scienziato e mineralogista russo di origine estone.

## Biografia
Figlio maggiore di un medico, dopo aver conseguito il diploma di scuola media che gli valse anche una medaglia d'oro, frequentò per breve tempo l'Istituto botanico di San Pietroburgo. Nel 1904 fu espulso per attività rivoluzionarie bolsceviche e nel 1906 incarcerato. 
Dopo queste esperienze, studiò matematica e fisica presso l'Università di Kazan nel Tatarstan, ma nel 1910 finì nuovamente in carcere e rimase sorvegliato dalle forze di polizia per quasi due anni.
In seguito, ebbe modo di lavorare come ufficiale botanico sui monti Urali e di conoscere un affermato geochimico e mineralogista, Vladimir Vernadskij, che riconosciute le capacità di Kulik, lo fece appassionare alla mineralogia.
Allo scoppio della prima guerra mondiale, fu arruolato nell'esercito e combatté nella Prussia Orientale. Terminato il conflitto, Kulik si trasferì nella città di Tomsk in Siberia e si arruolò nell'Armata Rossa avendo la possibilità di insegnare mineralogia nell'ateneo locale.
Nel 1920 ottenne un incarico presso il museo di mineralogia dell'Accademia russa delle scienze a San Pietroburgo dove si dedicò allo studio approfondito delle meteoriti. Nel mondo accademico internazionale acquisì notorietà per aver organizzato e preso parte, tra il 1927 ed il 1939, a quattro spedizioni nel distretto di Ėvenkija nella Siberia centrale con l'obiettivo di raccogliere informazioni sull'Evento di Tunguska avvenuto nel 1908.
Convinto, dopo aver visto gli alberi abbattuti, che la catastrofe fosse stata causata dall'impatto al suolo di un enorme meteorite, cercò, senza successo, di rintracciare alcuni frammenti. Lo scoppio della seconda guerra mondiale fece slittare una quinta spedizione pianificata da Kulik.
Quando scoppiò la guerra Kulik aveva 58 anni, ma si unì alle file dei distaccamenti di volontari del popolo. Né l'Accademia delle Scienze né le suppliche dei colleghi e della moglie riuscirono a convincerlo a rimanere a Mosca. 
Morì di tifo nel 1942 in un campo di prigionia tedesco.
L'asteroide 1978 PS3 è stato chiamato 2794 Kulik in suo onore, gli è stato dedicato anche un cratere lunare del diametro di 58 km.